# Noorderpark (Amsterdam)

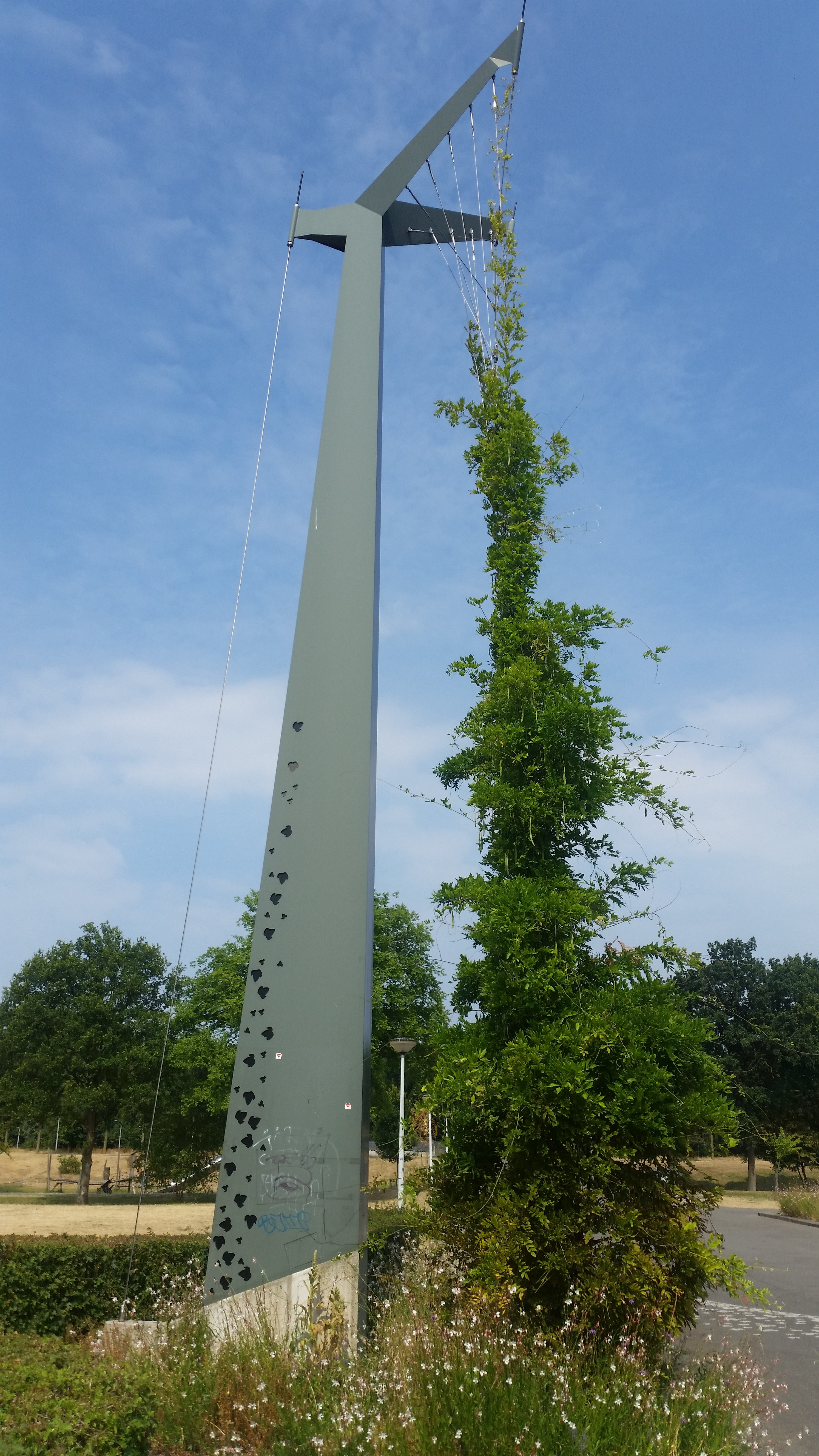
Mast met blauweregen

Het Noorderpark is een park in Amsterdam-Noord. Het is ontstaan in 2014 na het samenvoegen van de aan weerszijden van het Noordhollandsch Kanaal gelegen Florapark en Volewijkspark.

## Geschiedenis
Aanleiding voor het samenvoegen van het Florapark en Volewijkspark was het uitbreiden van de in het Volewijkspark gelegen Nieuwe Leeuwarderweg ten behoeve van het aanleggen van de metrolijn 52 in de middenberm. De 6 meter verdiepte ligging van de Nieuwe Leeuwarderweg werd vanaf een te vernieuwen Johan van Hasseltwegviaduct doorgetrokken door het voormalige Volewijkspark om de barrièrewerking van de weg te verminderen. (Landschaps)architectuurbureau West 8 maakte de visie voor een samengevoegd park door twee (oorspronkelijk drie) nieuwe bruggen over het Noord-Hollandsch Kanaal te ontwerpen waardoor er een cirkelvormig circuit gemaakt kan worden en men het park als één geheel kon gaan zien. In 2011 opende drie fiets- en voetgangersviaducten over de Nieuwe Leeuwardenweg (Hederabrug (brug 998), Klimopbrug (brug 999), brug 1000). In 2017 werd de Eva Schalkbrug als eerste parkverbinding over het kanaal opengesteld.
West 8 ontwierp ook een thema voor het park bestaande uit een hederabladerenmotief dat in het park op verschillende plekken terugkomt, waaronder in metalen brugleuningen en hekwerken, versiering op de paden en als 3D-motief in beton. Ook staan er enkele grote masten nabij ingangen, vervaardigd van roestvast staal en stalen kabels, die net als een perogla naast de Adelaarsweg in de lente zullen zijn begroeid met blauweregen.

## Voorzieningen
Op de kruising van de Nieuwe Leeuwarderweg en de Johan van Hasseltweg ligt het aan naar het park vernoemde metrostation Noorderpark.
In het parkdeel ten westen van het Noordhollandsch Kanaal (voormalig Florapark) is ter vervanging van het gedateerde Floraparkbad een nieuw openbaar zwembad gebouwd; het Noorderparkbad, met een grand café. Het Noorderparkbad won de Amsterdamse Architectuur Prijs in 2016. In dit deel van het park bevinden zich ook een centraal evenementenveld, enkele kleinere grasveldjes, een speeltuin, een verhard tennisbaantje, een rosarium en zijn ook Frans restaurant Pompet en buurthuis Het Bloemenkwartier gevestigd. In de laatstgenoemde worden, net zoals in de herbestemde benzinepompstations Roze Tanker en De Gele Pomp (gelegen langs beide zijden van de Nieuwe Leeuwardenweg) kleinschalige culturele en sociale activiteiten georganiseerd. In het oostelijke parkdeel (voormalig Volewijkspark) bevinden zich enkele grasveldjes, een speeltuin en een pierenbadje. 

## Galerij

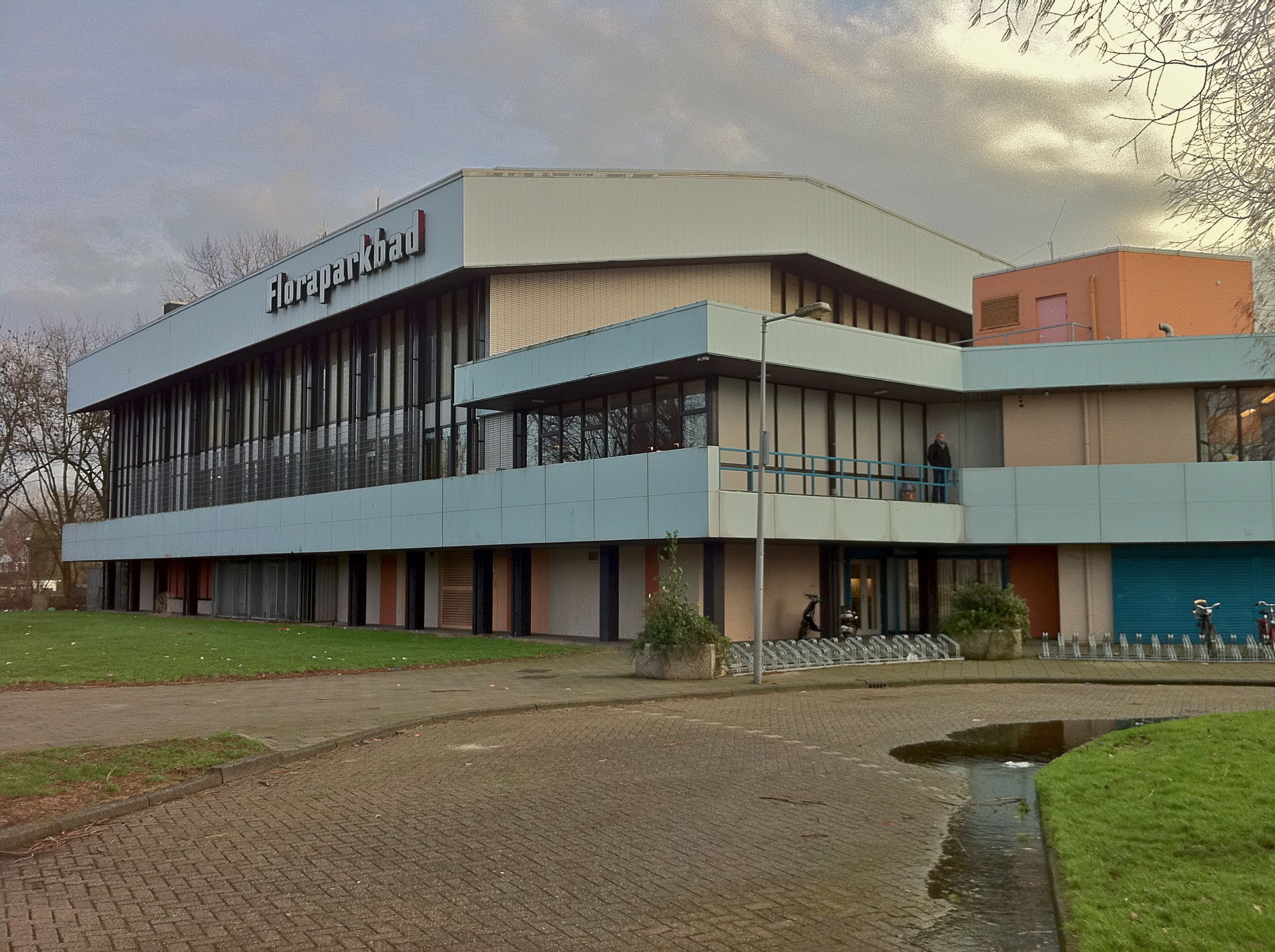
Het oude Floraparkbad in 2012
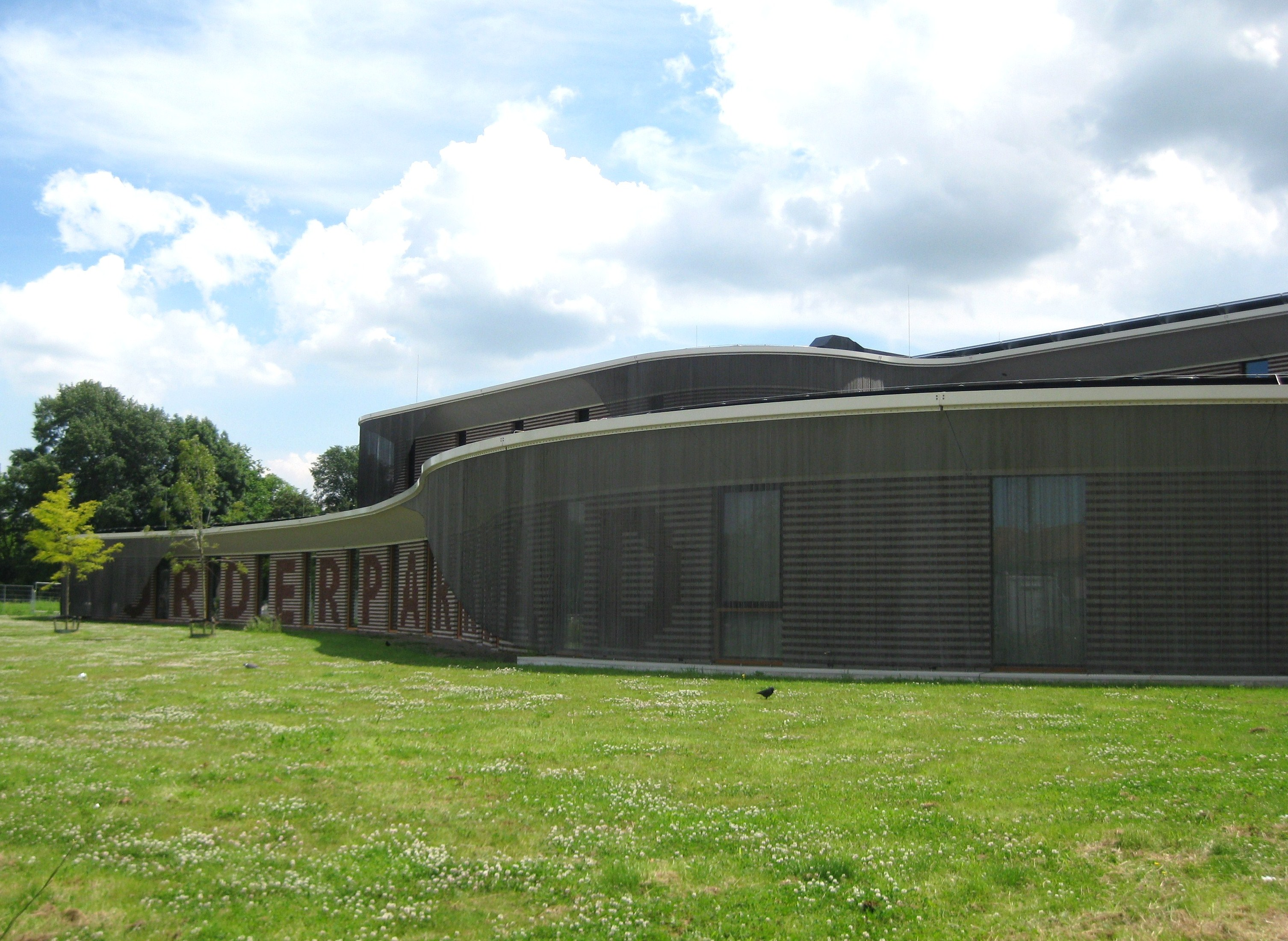
Het nieuwe Noorderparkbad
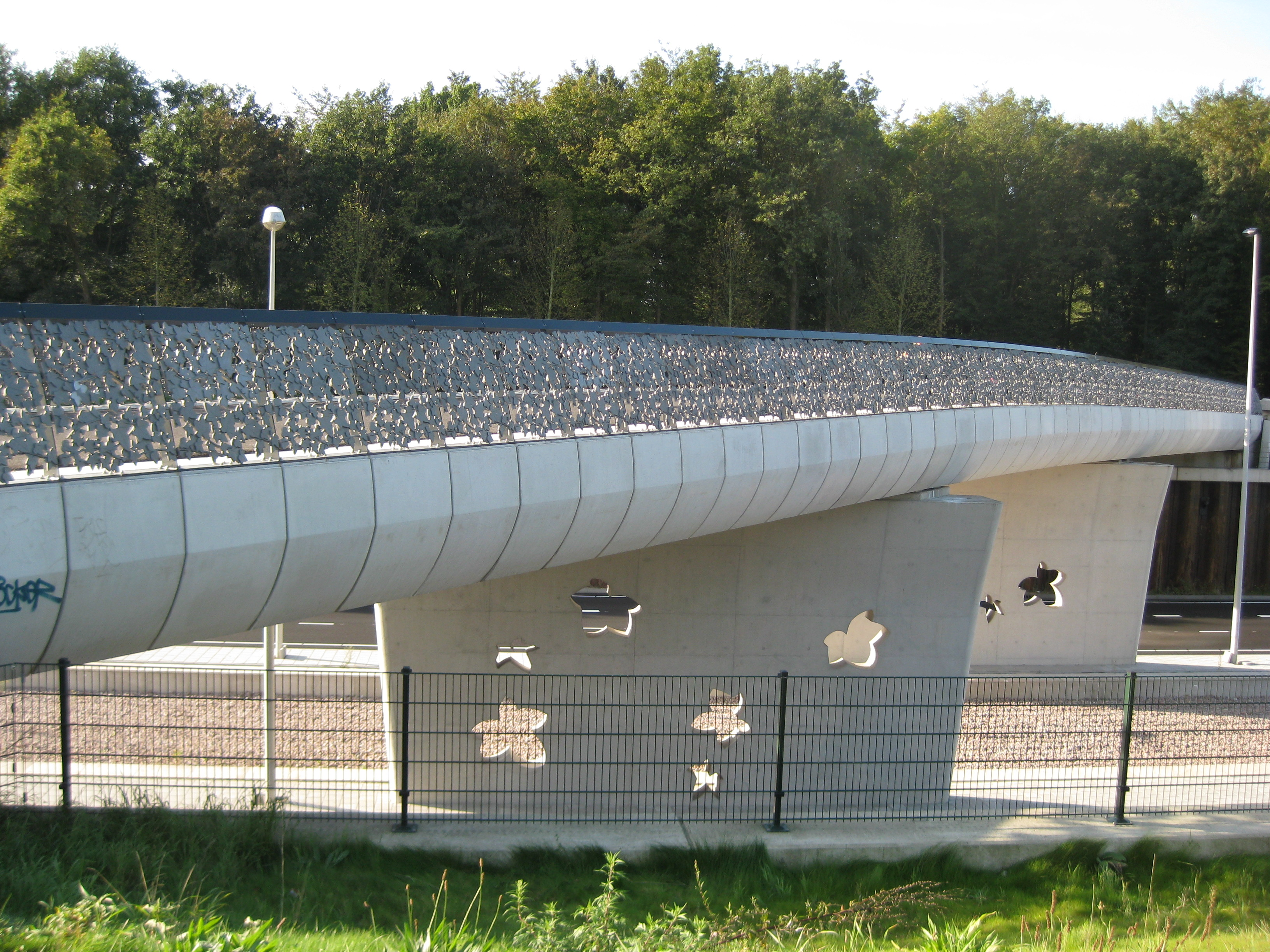
Klimopbrug
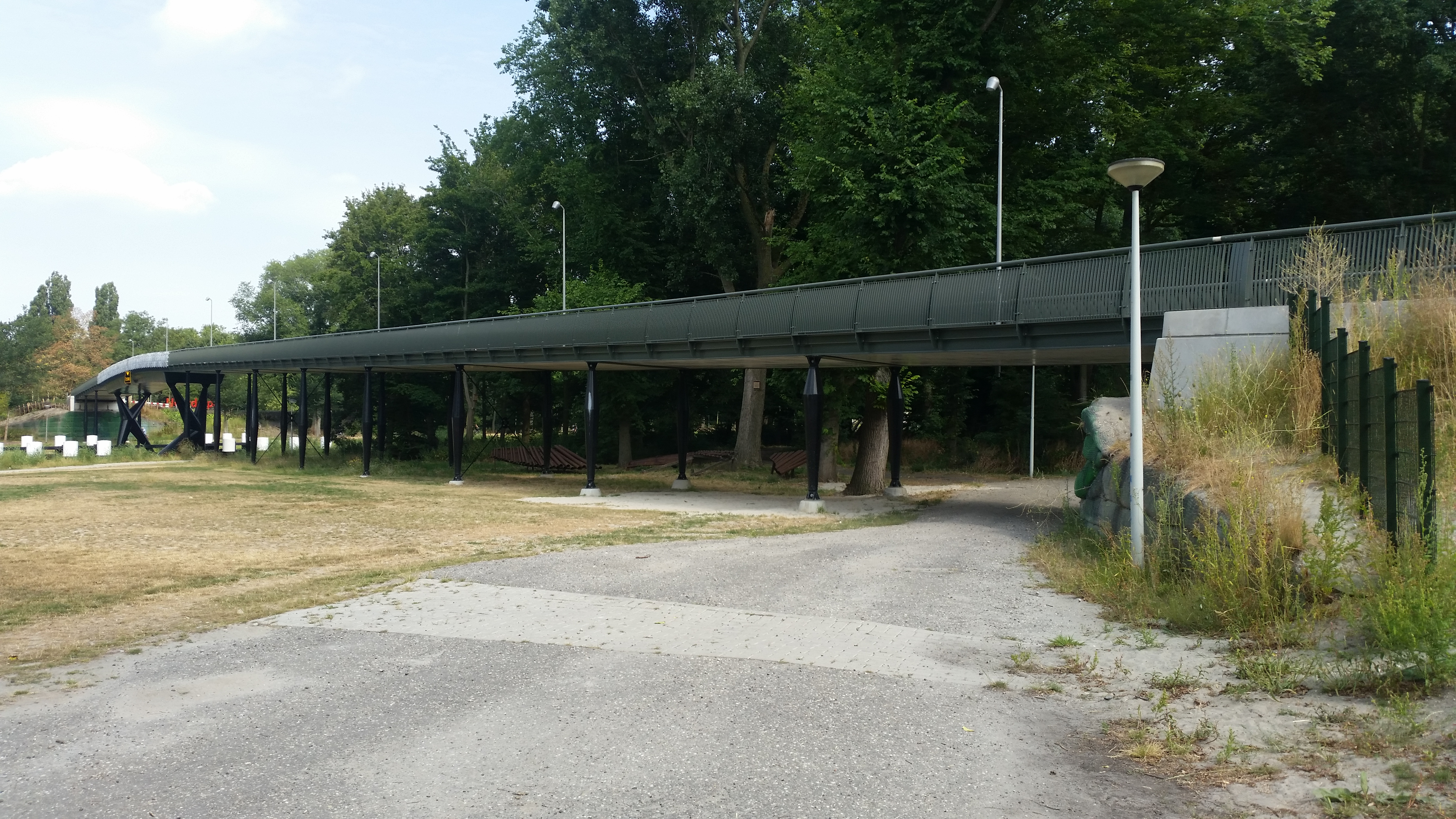
Eva Schalkbrug over het kanaal
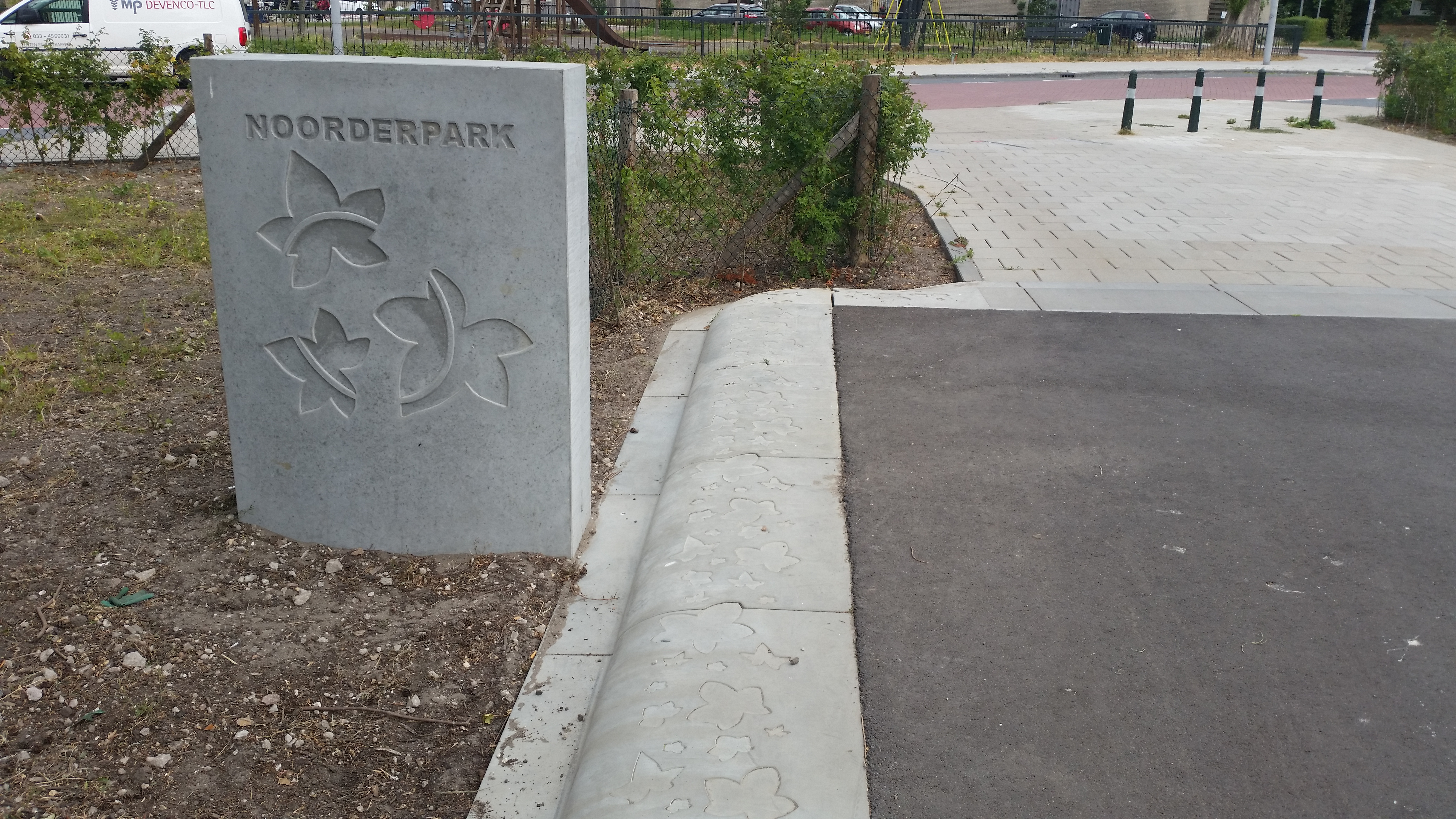
Toegangssteen
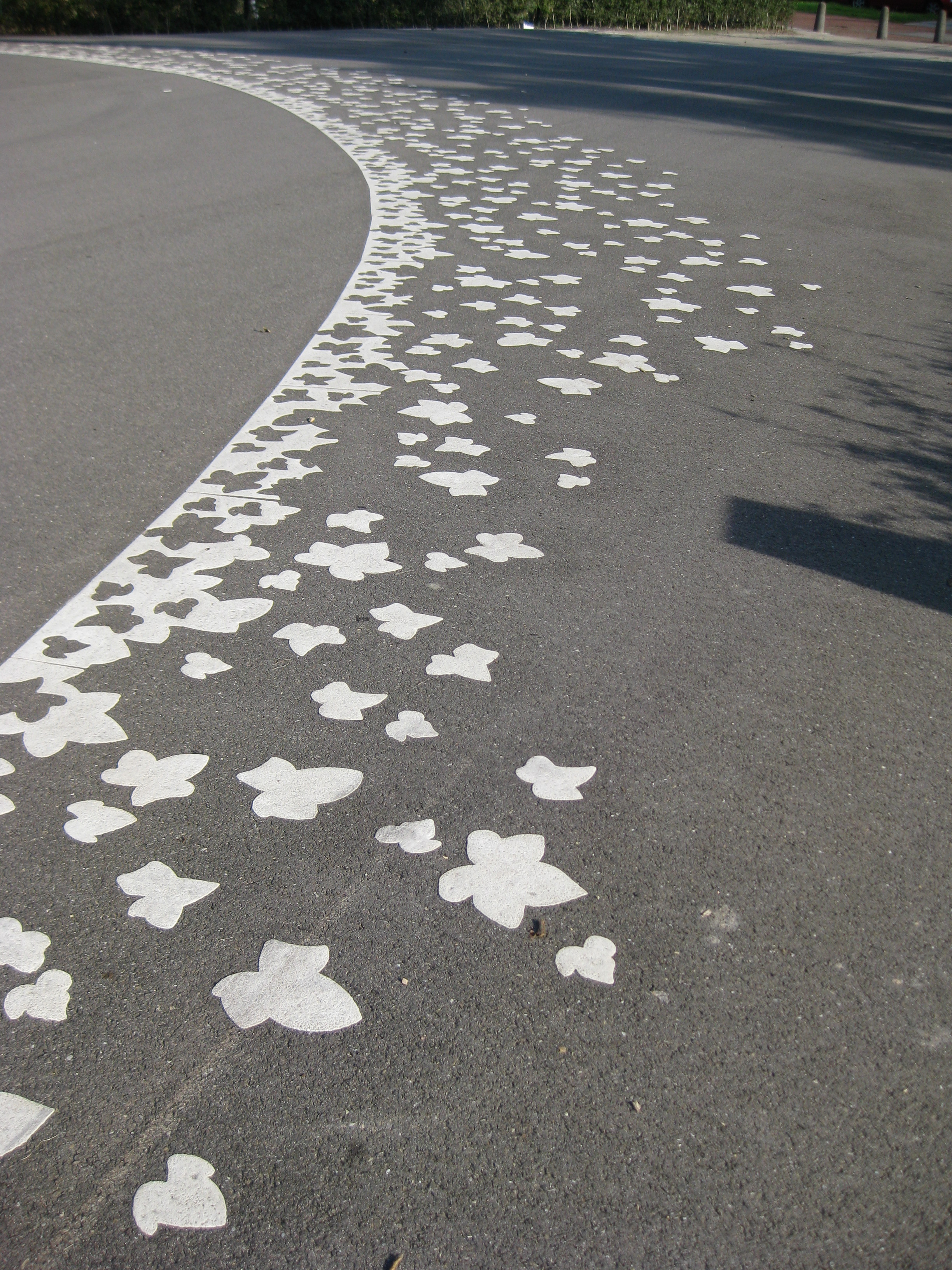
Hederamotieven op de paden